# Tordell
Tordell és una obra de Súria (Bages) protegida com a Bé Cultural d'Interès Local.

## Descripció
Masia situada a les planes que hi ha a la riba dreta de la riera del Tordell. La casa marca el final del nucli urbà per la zona sud. Un dels trets arquitectònics a destacar el constitueix l'existència de dues dobles arcades superposades amb pilar central, que es troben a la façana sud - est, mirant la riera del Tordell.